# シグリッド
シグリッド（Sigrid、本名 Sigrid Solbakk Raabe 1996年9月5日 - ）は、ノルウェーの歌手、ソングライター。デビューアルバム『Sucker Punch』は、ノルウェーのチャートで1位、英国のチャートで4位を記録した。

## 略歴
ノルウェーのムーレ・オ・ロムスダール県のオーレスンに生まれる。
2013年にデビューシングル「Sun」を発表して注目を集める。ノルウェーのペトロレウム・レコードと契約。2014年にシングル「Two Fish」と「Known You Forever」を発表した。
2016年にアイランド・レコードと契約して、翌年に4曲が入ったデビューEP『Don't Kill My Vibe』をリリースした。EPの同タイトルのリードシングル「Don't Kill My Vibe」はノルウェーのみならず諸外国でも注目を集め、チャート入りを果たした。シングルの売上は好調であり、ノルウェー(IFPI Norway)でダブルのプラチナ認定、さらにイギリス(BPI)ではシルバー認定を受けた。
2019年にデビューアルバム『Sucker Punch』をリリースし、「Don't Kill My Vibe」の他に「Strangers」や「Sucker Punch」、「Don't Feel Like Crying」といったシングルがアルバムに入っている。シングル「Strangers」は各国でチャート入りして、ノルウェーでダブルのプラチナ認定、イギリスでプラチナ認定を受けた。
デビューアルバム『Sucker Punch』はノルウェーで1位、イギリスで4位に達するなど各国でチャート入りを果たす。アルバムはノルウェーでダブルのプラチナ認定、イギリスでシルバー認定を受けた。
イギリスのBBCによる2018年度の「サウンド・オブ...」で第1位に選出された。イギリスのNMEアワーズの新人賞、MTV Brand New UK、UKミュージックビデオアワーズ、MTVヨーロッパ・ミュージックアワーズにノミネートされた。
セカンドアルバム、『How to Let Go』は2022年5月6日にリリースされ、前作に続きノルウェーのチャートで1位、また英国のアルバムチャートで2位を記録した。

## ディスコグラフィー

### スタジオ・アルバム
- Sucker Punch 2019
- How to Let Go 2022

### EP
- Don't Kill My Vibe 2017
- Raw 2018
- The Hype 2023

### シングル
- Don't Kill My Vibe  2017
- Plot Twist  2017
- Strangers 2017
- Everybody Knows 2017
- Raw 2018
- High Five 2018
- Schedules 2018
- Sucker Punch 2018
- Don't Feel Like Crying  2019
- Mine Right Now 2019
- Home To You 2019